# Дивинополис
Дивинополис (порт. Divinópolis) град је у Бразилу у савезној држави Минас Жераис. Према процени из 2007. у граду је живело 209.921 становника.

## Становништво
Према процени из 2007. у граду је живело 209.921 становника.
| 1991.   | 2000.   |
| ------- | ------- |
| 151,462 | 183,962 |